# Strass im Zillertal
Strass im Zillertal est une commune autrichienne du district de Schwaz dans le Tyrol. Elle est traversée par une ligne de chemin de fer exploitée par la Zillertalbahn.

## Histoire
Lieu de la bataille de Strass im Zillertal, lors de la rébellion tyrolienne de 1809.